# CoRoT-14b
CoRoT-14b là một ngoại hành tinh quay quanh ngôi sao CoRoT-14 (hành tinh ngoài Hệ Mặt Trời) được phát hiện vào năm 2010. Hành tinh này có khối lượng ít nhất là gấp 7.6 lần và to hơn Khối lượng Sao Mộc. Nhiệt độ ở đây giao động là 1781°K gọi là Sao Mộc nóng. Bán kính trung bình là 1.09 lần bán kính Sao Mộc, khoảng cách từ ngôi sao đến hành tinh này là 0.027 AU gần hơn khoảng cách từ Mặt Trời đến Sao Thủy là 0.4 AU. Nói cách khác, chu kỳ tự quay là 2 ngày nhanh hơn quỹ đạo của Sao Thủy là 88 ngày. Hành tinh được sử dụng phương pháp quá cảnh.